# Dario Albertini
Pour les articles homonymes, voir Albertini.
Dario Albertini, né en 1974 à Rome, est un photographe, vidéaste et réalisateur italien.

## Biographie
Dario Albertini s’intéresse à la musique et à la photographie, qui devient son métier. Il passe de la photo à la vidéo devenant un artiste polyvalent. Son premier court-métrage L'abbandono non è lontano dénonce l'état de dégradation d'une école sur la côte du Latium. SLOT est son premier long métrage de fiction, un film documentaire sur le thème de la dépendance compulsive au jeu.

## Filmographie partielle
- 2011 : L'abbandono non è lontano court-métrage (réalisation, sujet, scénario, musique, montage, photographie)
- 2012 : Voce nella notte, court-métrage (réalisation, sujet, scénario, musique, montage, photographie)
- 2013 : SLOT Le intermittenti luci di Franco, documentaire (réalisation, musique, montage, photographie)
- 2014 : La repubblica dei ragazzi, documentaire (réalisation, musique, montage, son)
- 2015 : Incontri al mercato, documentaire (réalisation, sujet, scénario, musique, montage, photographie)
- 2017 : Claudio in arte Claude, documentaire (réalisation, sujet, scénario, musique, montage, photographie)[2]
- 2017 : Il figlio Manuel (Manuel), réalisation (opera prima), sujet, scénario, musique)[1],[3].
- 2021 : Anima bella